# Zerschlitzter Streifenfarn
Der Zerschlitzte Streifenfarn (Asplenium fissum) ist eine Pflanzenart aus der Gattung der Streifenfarne (Asplenium) innerhalb der Familie der Streifenfarngewächse (Aspleniaceae). Sie gedeiht nur in Europa auf mehr oder weniger kalkhaltigen Böden.

## Beschreibung

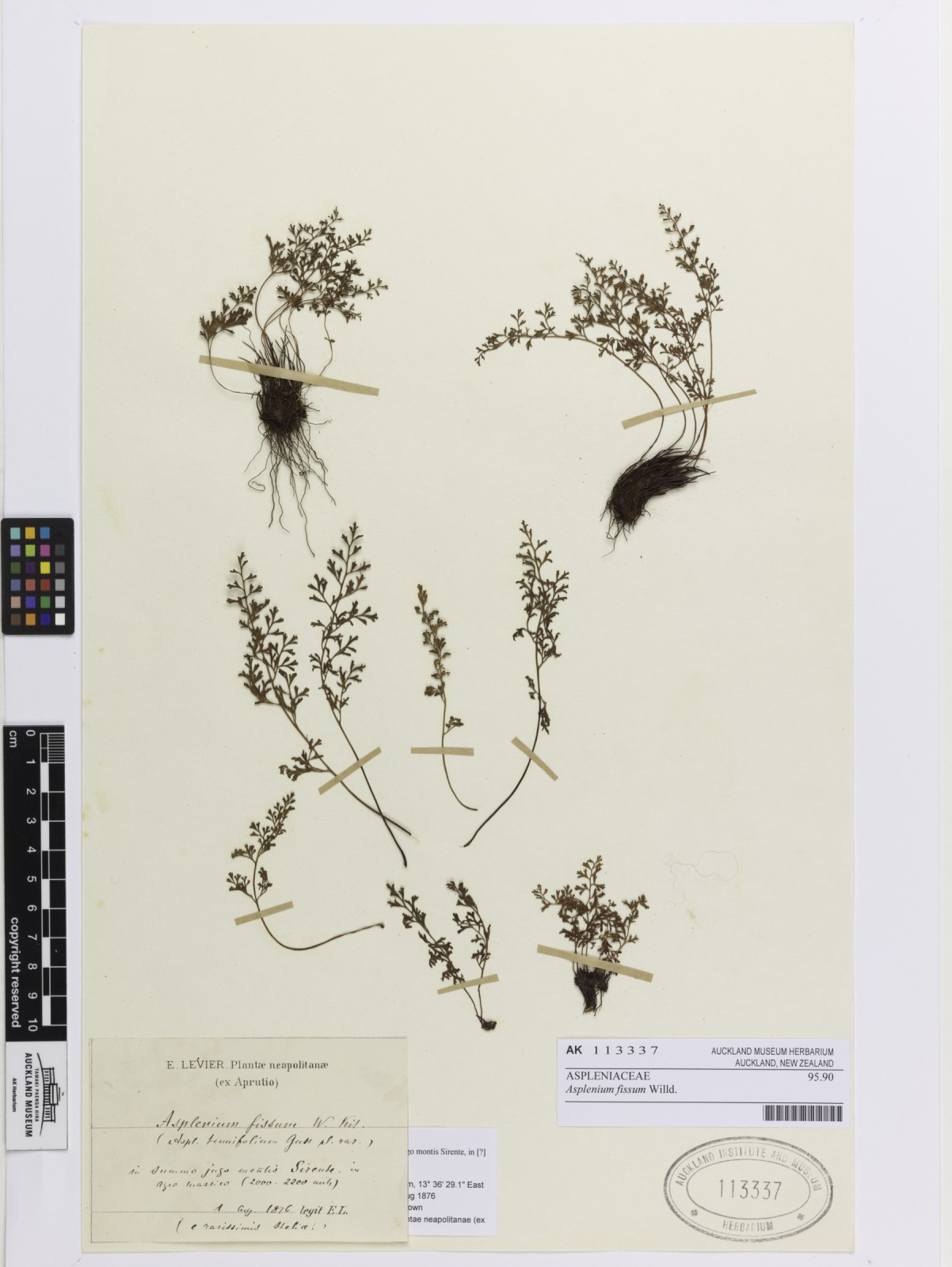
Herbarbeleg (bitte keine Pflanzenteile aus Naturbeständen entnehmen)

Der Zerschlitzte Streifenfarn ist eine ausdauernde krautige Pflanze und erreicht Wuchshöhen von 10 bis 25 Zentimetern. Die Spreuschuppen am Rhizom sind lanzettlich bis eiförmig, borstenförmig zugespitzt und schwarz. Die Wedel sind in Stiel sowie Spreite gegliedert und 5 bis 22, selten bis zu 32 Zentimeter lang. Der Blattstiel ist so lang bis doppelt so lang wie die Spreite; er ist an Grund glänzend rot-braun, später fast schwarz und sonst grün. Die Dicke des Stiels beträgt etwa 1 Millimeter. Die Blattspreite ist drei- bis vierfach gefiedert. Die Blattspreite hat auf jeder Seite fünf bis zwölf gefiederte Fiedern.  Die Blattadern sind nur undeutlich zu erkennen. Die Fiedern haben auf jeder Seite 3 bis 6 Fiederchen. Die Fiederchen sind im Umriss eiförmig bis fächerförmig. Die Abschnitte letzter Ordnung sind an der Spitze in zwei oder drei kerbige Zipfel gespalten. Die Sori sind länglich-linealisch, grundständig und zuletzt nebst dem zurückgeschlagenen anfangs ganzrandigen Indusium weit über den Rand hervorragend.
Die Sporen werden im Juli bis September reif.
Die Chromosomenzahl beträgt 2n = 72.

## Vorkommen
Der Zerschlitzte Streifenfarn kommt nur in Europa vor. In Mitteleuropa kommt er nur in Bayern, Niederösterreich, Oberösterreich, der Steiermark und der Schweiz vor. In der Schweiz wurde der Zerschlitzte Streifenfarn nur einmal 1966 im Unterengadin im Val Plavna beobachtet. In Deutschland ist er gesetzlich geschützt.
Die ökologischen Zeigerwerte nach Landolt et al. 2010 sind in der Schweiz: Feuchtezahl F = 3 (mäßig feucht), Lichtzahl L = 4 (hell), Reaktionszahl R = 4 (neutral bis basisch), Temperaturzahl T = 4+ (warm-kollin), Nährstoffzahl N = 2 (nährstoffarm), Kontinentalitätszahl K = 4 (subkontinental).
In Europa hat er Vorkommen im südöstlichen Frankreich, in Italien, Slowenien, Kroatien, Bosnien und Herzegowina, Serbien, Montenegro, Albanien, Mazedonien, Griechenland, auf Kreta und in Bulgarien.

## Ökologie
Der Zerschlitzte Streifenfarn wächst in Kalk- und Dolomit-Felsspalten und auf Geröll und kommt nur auf mehr oder weniger kalkhaltigen Böden vor. Da er mit den Rhizomen den Boden durchzieht, zählt er zu den wichtigen Bodenbefestigern in solchen Gebieten und dient dort als Humuslieferant, was zu der Bodenbildung beiträgt. Er kommt von der montanen bis zur alpinen Höhenstufe vor, meist in Höhenlagen von 800 bis 1400 Metern, kann aber im Gebirge 2400 Meter erreichen. Im pflanzensoziologischen System kommt er in folgenden Pflanzengesellschaften vor: Moehringio-Gymnocarpietum robertiani (Verband Petasition paradoxi), im Verband Cystopteridion fragilis, im Rumicetum scutati (Verband Stipion calamagrostis).
Die ökologischen Zeigerwerte nach Landolt et al. 2010 sind in der Schweiz: Feuchtezahl F = 2 (mäßig trocken), Lichtzahl L = 5 (sehr hell), Reaktionszahl R = 5 (basisch), Temperaturzahl T = 2+ (unter-subalpin und ober-montan), Nährstoffzahl N = 2 (nährstoffarm), Kontinentalitätszahl K = 4 (subkontinental).

## Taxonomie
Die Erstbeschreibung von Asplenium fissum erfolgte 1810 durch Carl Ludwig Willdenow in Species Plantarum. Editio Quarta, Band 5, Seite 348. Er übernahm dabei den Namen, den Pál Kitaibel diesem Farn gegeben hatte. "Fissum" bedeutet „zerschlitzt, gespalten“.